# Pürewdschawyn Batsüch
Pürewdschawyn Batsüch (mongolisch Пүрэвжавын Батсүх; * 7. November 1955 im Chöwsgöl-Aimag, Mongolei) ist ein ehemaliger mongolischer Skilangläufer.
Er nahm 1984 an den Olympischen Winterspielen in Sarajevo teil und startete über 15 und 30 km sowie mit der Staffel. Bei der Dopingkontrolle wurde er allerdings positiv auf Metandienon getestet und disqualifiziert.